# Odensjö
Odensjö est une localité de Suède, dans la commune de Jönköping. 1 714 personnes y vivent.